# Villi

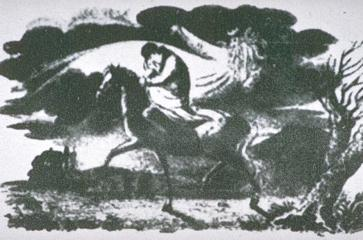

A villik halhatatlan lidércek (démonok), főleg észak-európai erdők lakói (Finnország, Norvégia, Dánia), de írországi rengetegeké is. Gyakran azonosítják azon lidércekkel, melyek fényekkel, dalokkal az erdő mélyére csalogatják az embereket, majd elkábítják és felfalják őket, azonban szaporodás-képtelenségük miatt gyanúsítják őket gyermeklopással is, hogy utódokat nevelhessenek 5-15 éves gyerekekből. Hogy valóban hogy is néz ki egy villi, nem tudhatjuk, mivel feltételezhetően nemcsak mentális- de asztrális támadókészséggel is rendelkeznek. (Azaz nemcsak a kiszemelt áldozat gondolataiba, de érzéseibe képeseke belelátni, belezavarni). Valószínűsíthetően azonban teljesen emberi megjelenéssel rendelkeznek.

## Eredet
Erlkönig - téves német kifejezés az elfek királyának megjelölésére, amelyet Herder (Erlkönigs Tochter) a dán ellerkonge (a. m. elverkonge t. i. elfek királya) félreértésével alkotott. Goethe Erlkönig c. remek balladája utján polgárjogot nyert e tévedés a németeknél. Magyarra Tündér-, Törpe-, Rém- v. Villi-királyra fordították e nevet, melynek tehát az égerfához (die Erle) semmi köze, bár Goethe,  úgy látszik, gondolt ily összefüggésre, mert balladáját eredetileg A halásznő c. bájos daljátékába szőtte be, ahol a szin magas égerfák alatt folyó partján van az Elfenliedchen (1780) c. dalában is az égerfákkal hozza kapcsolatba az elfeket.
A magyar irodalomban villikként honosultak meg, a korábbi népmesék alapján.
A villik további fordítása például a delevény is.

## Jelenléte a művészetben
Sokan örökítették meg műveikben a villiket, például Goethe egy dán ballada (Az Erlkönig lánya) nyomán a Villikirályban (Der Erlkönig)
(ezt zenésítette meg később – számtalan más zeneszerző, ill. feldolgozás mellett – Schubert), Puccini a Lidércekben (Le Villi).